# Bryophilopsis vadoni
Bryophilopsis vadoni är en fjärilsart som beskrevs av Pierre E.L. Viette 1982. Bryophilopsis vadoni ingår i släktet Bryophilopsis och familjen trågspinnare. Inga underarter finns listade i Catalogue of Life.